# Nöringsattel
Nöringsattel – przełęcz w Alpach Gurktalskich, między szczytami Rabenkofl i Kampelnock.